# Земская почта Сумского уезда
Зе́мская по́чта Су́мского уе́зда — земская почта, организованная земской управой Сумского уезда Харьковской губернии. Земская почта Сумского уезда существовала с 1868 года. В уезде выпускались собственные земские почтовые марки.

## История почты
Сумская уездная земская почта была открыта в апреле 1868 года. Пересылка почтовых отправлений осуществлялась из уездного центра (города Сумы) в большинство волостных правлений уезда. Оплата доставки частных почтовых отправлений производилась земскими почтовыми марками.
В период с 1872 года по 1898 год марки Сумской земской почты не применялись.
После реорганизации почтовой службы с 1898 года доставка частных почтовых отправлений снова стала оплачиваться земскими марками.

## Выпуски марок

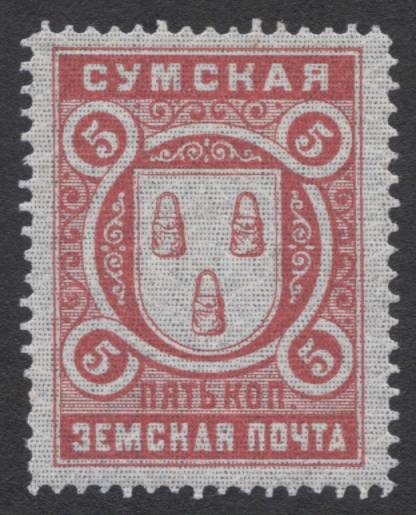
Марка Сумского уезда, 1898 г.

Выпущенные в 1868 году сумские земские почтовые марки были номиналом 1, 2 и 3 копейки. В 1869 году и в 1872 году была проведена переоценка марок: на них чернилами был обозначен новый номинал 5 и 6 копеек..
Печать марок производилась в Экспедиции заготовления государственных бумаг. На марках был изображён герб Сумского уезда.

## Гашение марок
Гашение марок осуществлялось чернилами (перечёркиванием) и круглыми штемпелями.